# A.E.C. (бронеавтомобиль)
AEC (англ. AEC Armoured Car) — серия британских тяжёлых бронеавтомобилей периода Второй мировой войны. Выпускались фирмой Associated Equipment Company (AEC)  в 1941 году, на доработанной базе собственного артиллерийского тягача «Матадор». С 1941 по 1943 год было выпущено 629 бронеавтомобилей различных модификаций, активно использовавшихся британскими войсками и войсками стран Содружества во Второй мировой войне. Бронеавтомобили AEC оставались на вооружении Великобритании и в послевоенные годы, до замены бронеавтомобилем «Саладин» в конце 1950-х годов. После войны AEC также поставлялись в другие страны, в частности в Ливан, на вооружении которого они состояли по меньшей мере до 1976 года.

## Модификации
- Mk I: первая версия с башней от танка Valentine, построено 129 машин.

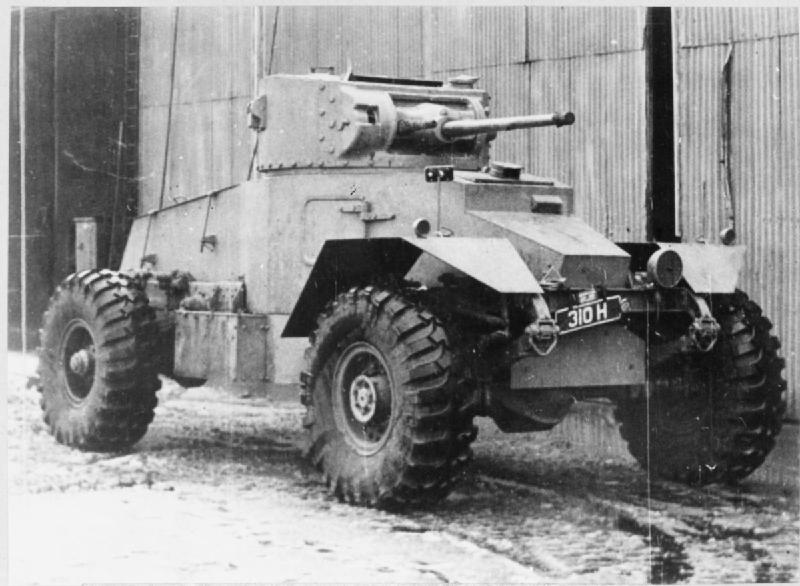
AEC Mk I Armoured Car

- Mk II: более тяжёлая башня с 6-фунтовым орудием, изменённый лоб корпуса, мощность дизеля 158 л.с.
- Mk III: машина непосредственной поддержки пехоты (Close Support Armoured Car), 6-фунтовое орудие заменено на 75-мм пушку.
- AA: машина противовоздушной обороны с башней от танка Crusader AA со спаркой 20-мм орудий Oerlikon. Не пошла в серию из-за повсеместного воздушного превосходства Союзников в Северной Европе.

## Литература

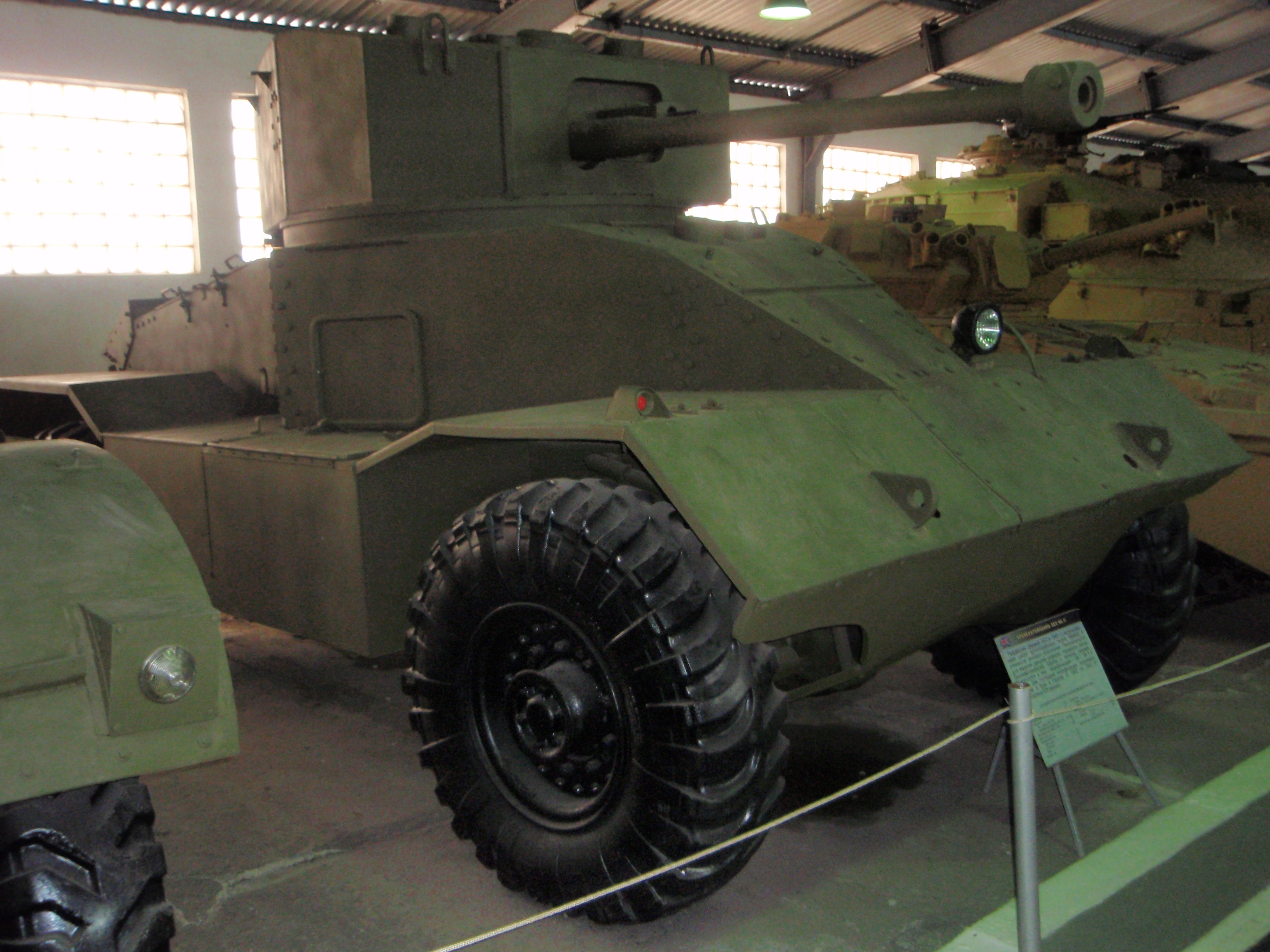
бронеавтомобиль AEC Mk II

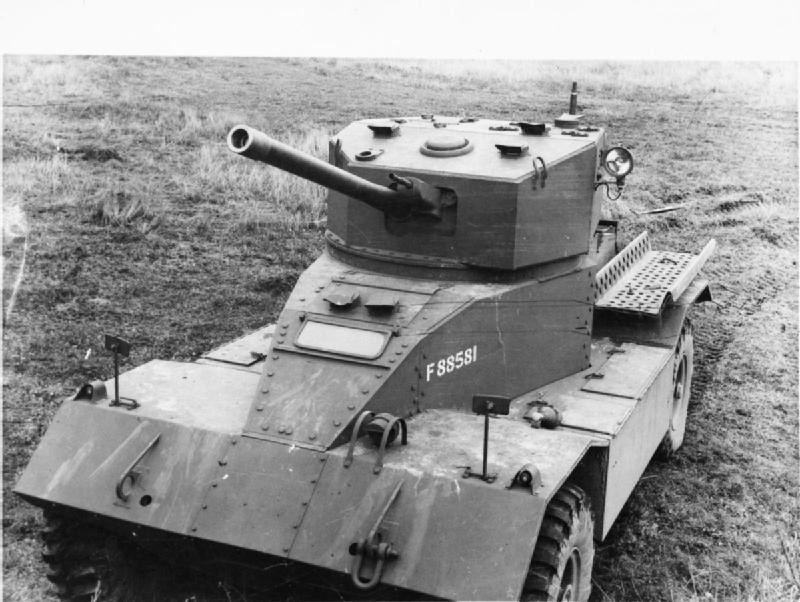
AEC в полной боевой готовности